# Pesthuispolder
Het waterschap De Pesthuispolder was een waterschap in de Nederlandse stad Leiden, provincie Zuid-Holland. 
Het waterschap was verantwoordelijk voor de vervening, drooglegging en de waterhuishouding in de gelijknamige polder. De polder werd in 1974 opgeheven, ontpolderd en bij de gemeente Leiden gevoegd.